# Vorland St. Margarethen
Vorland St. Margarethen este o arie protejată (arie de protecție specială avifaunistică — SPA) din Germania întinsă pe o suprafață de 244 ha, integral pe uscat.

## Localizare
Centrul sitului Vorland St. Margarethen este situat la coordonatele 53°53′26″N 9°14′18″E / 53.8906°N 9.2383°E.

## Înființare
Situl Vorland St. Margarethen a fost declarat arie de protecție specială avifaunistică în august 2000 pentru a proteja 9 specii de animale.

## Biodiversitate
Situată în ecoregiunea atlantică, aria protejată nu include niciun habitat protejat.
La baza desemnării sitului se află mai multe specii protejate de  păsări (9): ciocârlie-de-câmp (Alauda arvensis), Branta leucopsis, erete de stuf (Circus aeruginosus), cristeiul de câmp (Crex crex), Limosa limosa limosa, Luscinia svecica cyanecula, bătăuș (Philomachus pugnax), fluierarul cu picioare roșii (Tringa totanus), nagâț (Vanellus vanellus).